# Anna Güntner
Anna Alina Güntner (ur. 1933 w Poznaniu, zm. 5 kwietnia 2013 w Krakowie) – polska malarka.

## Życiorys
Studiowała w krakowskiej Akademii Sztuk Pięknych pod kierunkiem Zbigniewa Pronaszki, dyplom obroniła w 1958. W 1964 otrzymała stypendium rządu francuskiego i przebywała w Paryżu doskonaląc swój warsztat malarski, w 1979 po otrzymaniu stypendium Fundacji Kościuszkowskiej przebywała w Nowym Jorku. Tworzyła stosując sztukę metafory pokrewnej surrealizmowi, jej obrazy często przedstawiały nacechowane erotyzmem nagie postacie kobiece. Zdaniem krytyków artystka stosowała renesansową zasadę przestawiania świata, przedstawianym kobietom na wielu obrazach towarzyszą mężczyźni przedstawiani jako wyraźnie odrębne postacie, które nie tworzą pary. Anna Güntner u szczytu sławy była w latach 60. i 70. XX wieku, jej prace często gościły w krakowskiej galerii Krzysztofory. Były również wystawiane w wielu galeria w kraju i na świecie, m.in. w Mediolanie, Sztokholmie, Nowym Jorku i Los Angeles. Na początku lat 80. artystka przestała tworzyć, nigdy nie wyjawiła przyczyn swojej decyzji.
Była żoną aktora Jana Güntnera.